# Voom:Voom
Voom:Voom ist ein österreichisches Musik-Projekt von Peter Kruder, Christian Prommer und Roland Appel, die Electronica-Musik mit Einflüssen aus Funk, Detroit Techno und Deep House produzieren. Die Musiker Prommer und Appel entstammen der Band Fauna Flash und Peter Kruder der Combo Kruder & Dorfmeister. Ab Herbst 2000 entstanden die ersten gemeinsamen EPs.
Ihr erstes Album Peng Peng erschien am 24. April 2006 auf !K7 Records. Dem voraus, im selben Jahr, ging die Veröffentlichung von vier EPs.